# 1465 Autonoma
1465 Autonoma (1938 FA) là một tiểu hành tinh vành đai chính được phát hiện ngày 20 tháng 3 năm 1938 bởi Wachmann, A. ở Bergedorf.